# 黃吳彩雲
黃吳彩雲（1918年—2005年），本名吳彩雲，是一位出身臺灣嘉義的中國國民黨籍政治人物與藥劑師，曾任嘉義縣議員、國民大會代表、嘉義縣立朴子國民中學首屆校長。

## 生平概略
黃吳彩雲畢業於昭和藥科大學，與身為外科醫師的丈夫黃清木為嘉義縣地方仕紳。1953年至1961年間，她擔任第2至4屆臺灣省嘉義縣議員。1956年，與丈夫買下朴子公醫院建物，開設「清木外科診所」（該建築今作「清木屋」使用），並擔任診所藥劑師。1972年9月，嘉義縣立朴子初級中學（嘉義縣立朴子國民中學前身）成立，黃吳彩雲任首屆校長。
1972年5月，黃吳彩雲開始任台灣省婦女會理事長，同年以婦女團體代表獲推舉為增額國民大會代表，同時辭去朴子國中校長職務。

## 史蹟與紀念
昭和五年（1930年），為了推行衛生醫療和西醫，日本籍醫師松浦保成立「朴子公醫院」，醫院建築風格融合日本與西洋設計語彙，主要使用檜木為建材，共兩層樓。1930年代末，該建築一度被侵占作青年旅舍。1945年台灣光復後，國民政府將該建築改作朴子鎮衛生所，黃吳彩雲的丈夫黃清木醫師擔任衛生所首任主任。後政府於他處新建衛生所場館，將原址變賣，黃清木便獨資購得該建築，於其中開設「清木外科診所」，作診所兼住宅，黃吳彩雲於此擔任藥劑師職務。
黃清木逝世後，診所遭閒置。2015年，黃清木的長孫黃崇哲及其配偶蕭秀霜，受朴子日新醫院保存協會古蹟守護活動啟發，重修診所建築。2016年7月起，原址以「清木屋」為名，作餐飲空間使用，並展出黃氏夫婦相關文物及醫療用品。

## 圖像

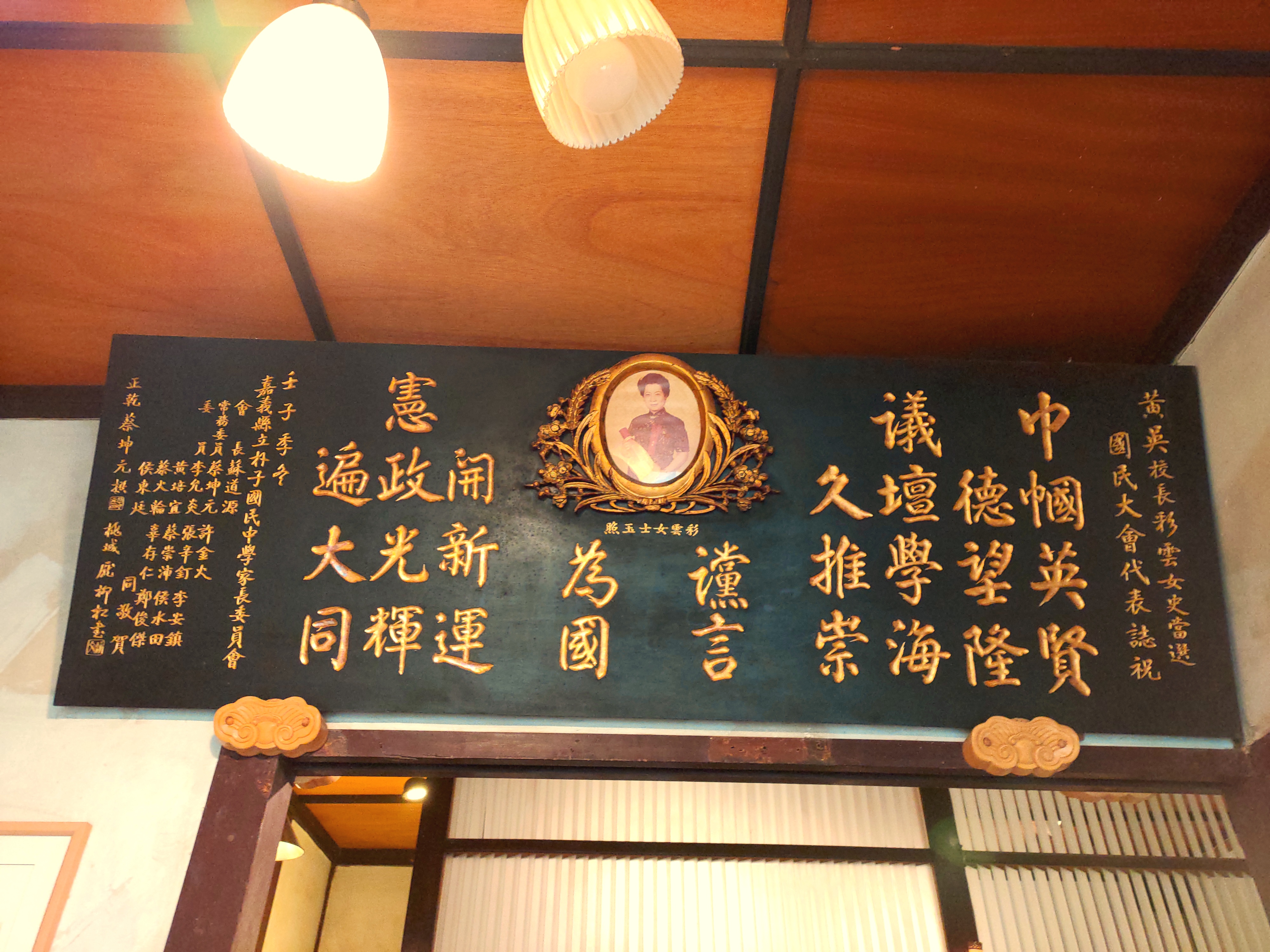
朴子國中家長委員會在黃吳彩雲當選國民大會代表時致贈的匾額。
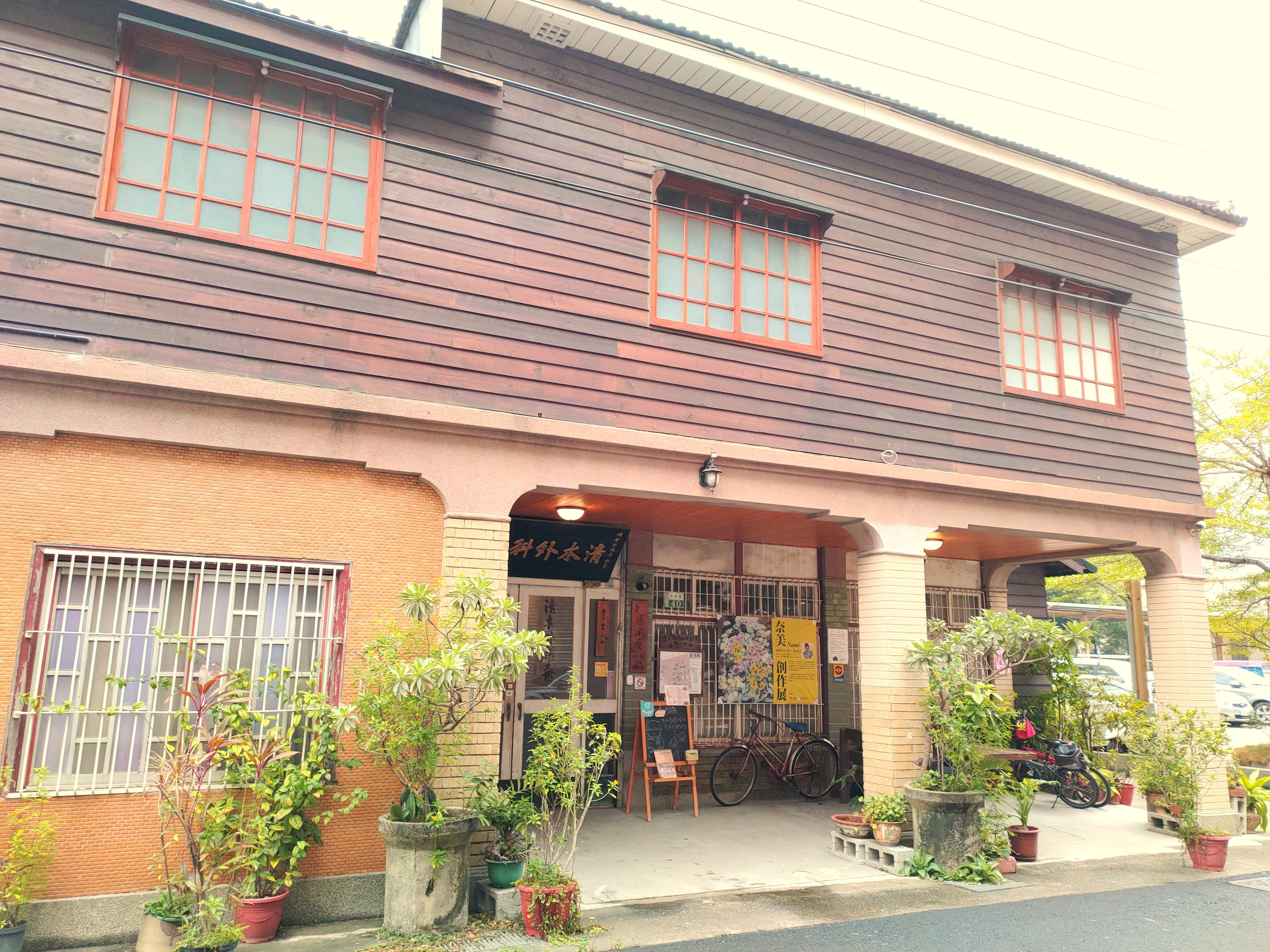
清木外科診所原址，現以「清木屋」為名，作為餐飲空間使用，並展出診所文物。
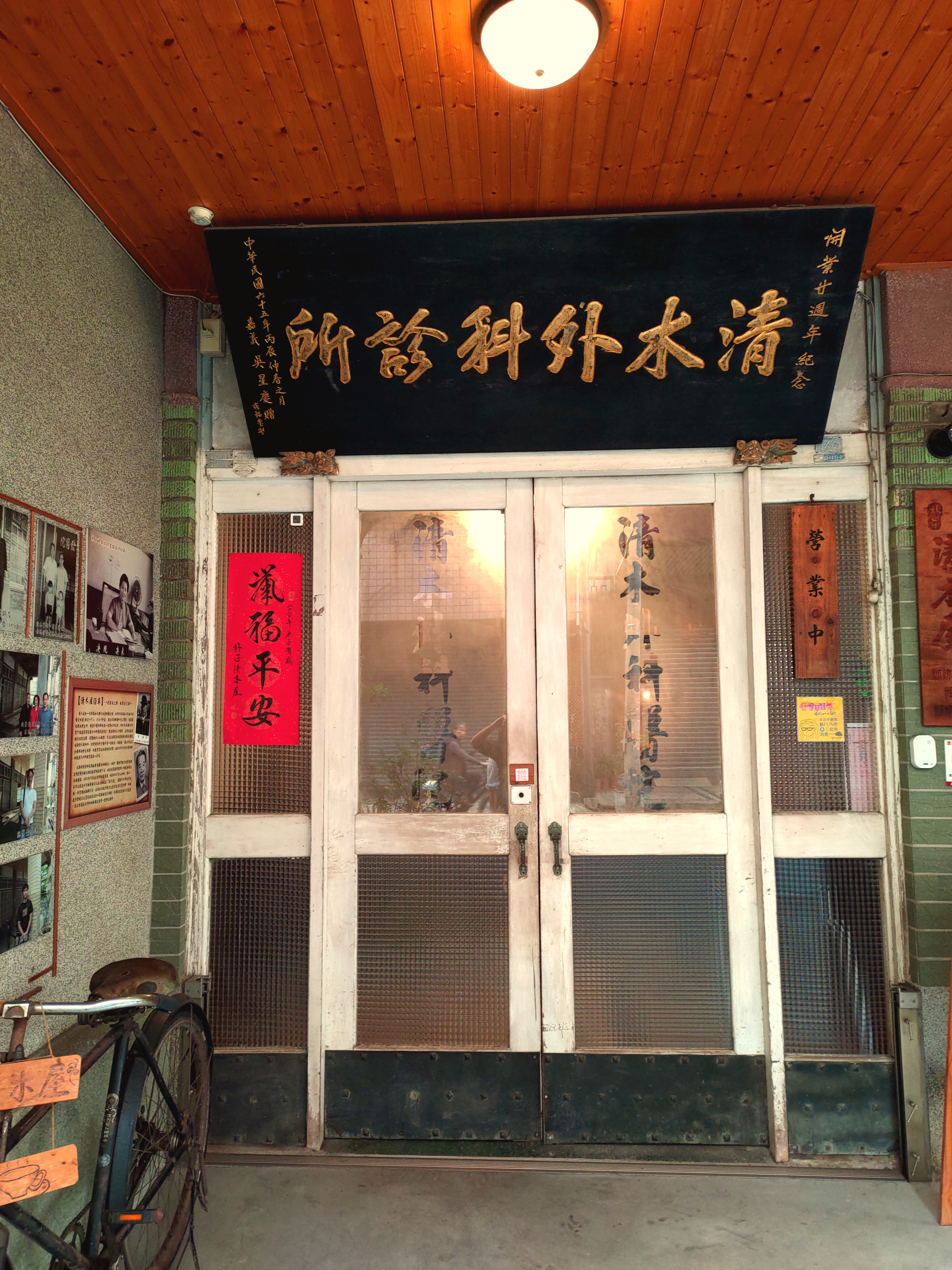
清木外科診所原址正門
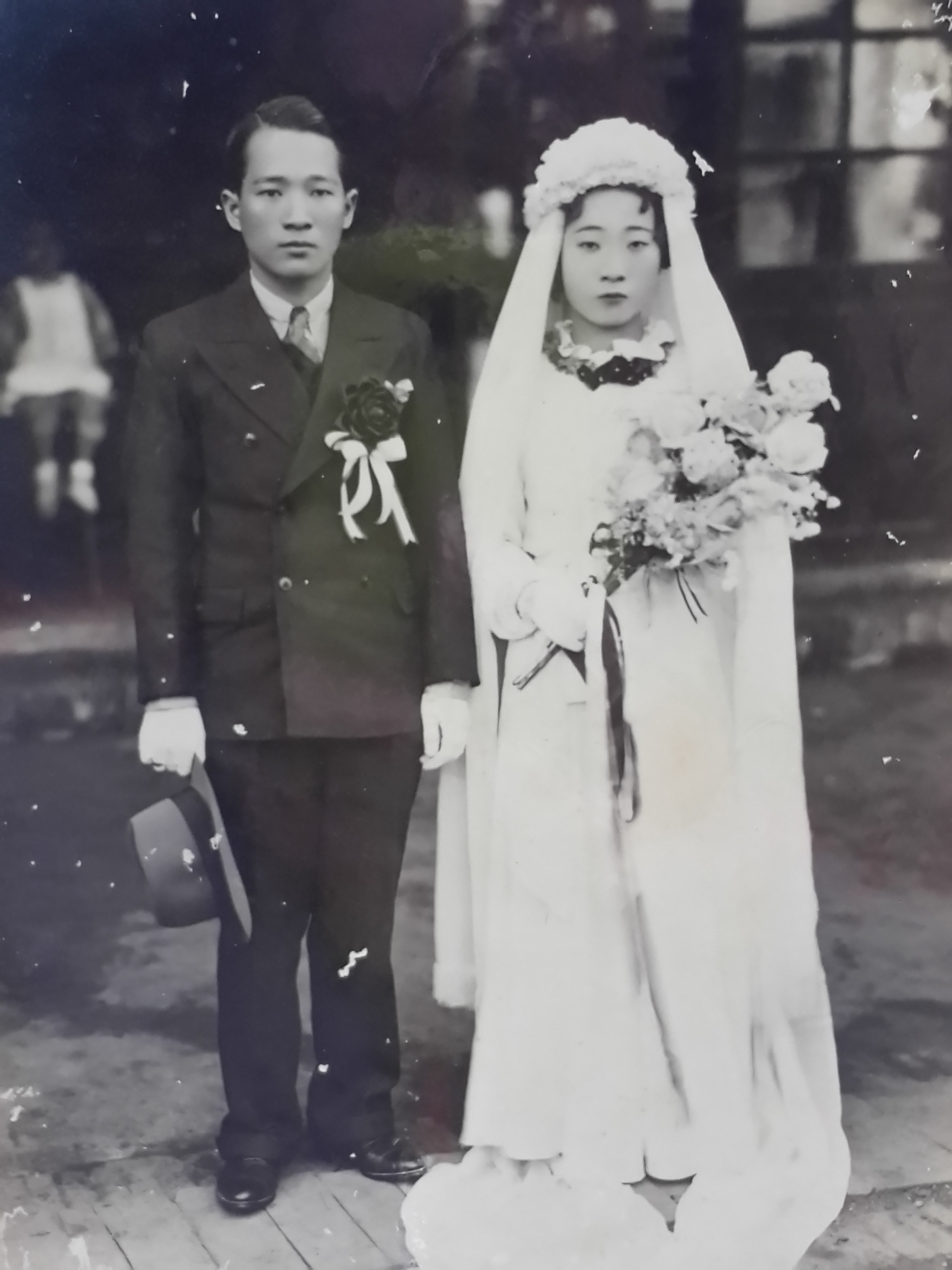
黃清木與吳彩雲結婚照，攝於1939年。
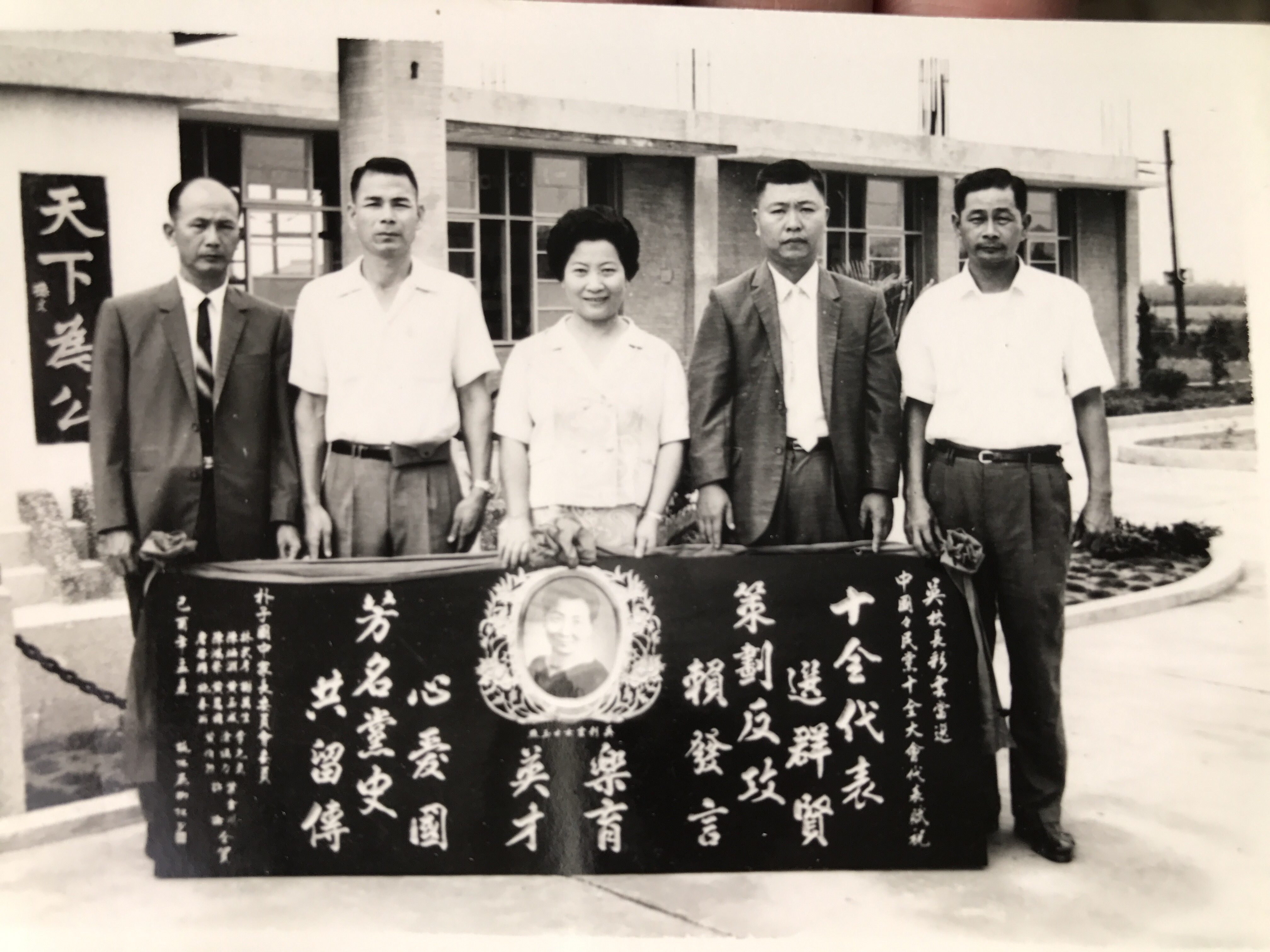
1969年，黃吳彩雲（中立者）當選中國國民黨第十次全國代表大會代表